# Georges Ibrahim Abdallah
Georges Ibrahim Abdallah (in arabo جورج إبراهيم عبدالله‎?; Kobayat, 2 aprile 1951) è un attivista libanese che ha fondato le Fazioni Armate Rivoluzionarie Libanesi (LARF). Arrestato nel 1984 e condannato all'ergastolo nel 1987 per il suo coinvolgimento negli omicidi dell’addetto militare statunitense Charles Robert Ray e del diplomatico israeliano Yacov Barsimantov, è stato considerato dai suoi sostenitori "il più vecchio prigioniero politico" di Francia.
Il 15 novembre 2024 un tribunale francese ha ordinato la sua scarcerazione il 6 dicembre 2024 a condizione che lasciasse la Francia. La procura dello Stato ha presentato ricorso contro l'ordinanza. Il 17 luglio 2025 la Corte d'appello di Parigi ne ha ordinato il rilascio, seguito da un'immediata espulsione in Libano. Ed il 25 Luglio 2025 è stato scarcerato ed espulso verso il suo paese.

## Biografia
Nato ad Al Qoubaiyat, nel nord del Libano, in una famiglia cristiana maronita, ha lavorato come insegnante di scuola secondaria ed è stato anche membro del Partito Nazionalista Sociale Siriano (SSNP). Fu ferito nel 1978 durante l'invasione israeliana del Libano. Quell'anno entrò nel Fronte Popolare per la Liberazione della Palestina (FPLP) e l'anno successivo, nel 1979, formò le Fazioni Rivoluzionarie Armate Libanesi insieme ad alcuni parenti. L'organizzazione era composta da maroniti che erano stati addestrati dal FPLP. Le LARF hanno condotto cinque attacchi, di cui quattro in Francia nel 1981 e nel 1982. Il gruppo era in contatto con altre organizzazioni militanti di estrema sinistra in Europa, come l'Action Directe in Francia, le Brigate Rosse in Italia e la Fazione dell'Armata Rossa in Germania. Nel 1981 fonda la Fazione Armata Rivoluzionaria Libanese (FARL), un movimento marxista pro-palestinese.

### Arresto
Nell'aprile 1984, la polizia scopre un deposito di armi nel suo nascondiglio di Parigi. Il 24 ottobre 1984, Abdallah si sta recando a Lione dalla Svizzera quando viene fermato per caso dalla polizia francese. Viene arrestato con accuse relative al possesso di falsi passaporti algerini e maltesi, al coinvolgimento in un'associazione a delinquere e al possesso illegale di armi ed esplosivi.
Solo dopo che un'organizzazione terroristica mediorientale inserì il suo nome nella richiesta di uno scambio di prigionieri, furono rinvenute nel suo appartamento le armi usate per uccidere i due diplomatici Charles Robert Ray e Yacov Barsimantov.
La rivendicazione da lui fatta legittimità di quegli omicidi, insieme all'inclusione del suo nome in un nuovo tentativo di ricatto di terroristi mediorientali mediante un sanguinoso ciclo di attentati a Parigi, incisero nel rigore esercitato dalla giustizia penale francese: a dispetto della richiesta di dieci anni di reclusione avanzata dalla pubblica accusa, nel febbraio 1987 Abdallah fu condannato dalla Corte di assise speciale all'ergastolo per complicità negli omicidi di Charles Robert Ray e Yacov Barsimantov, avvenuti nel 1982.

### Appelli per la liberazione

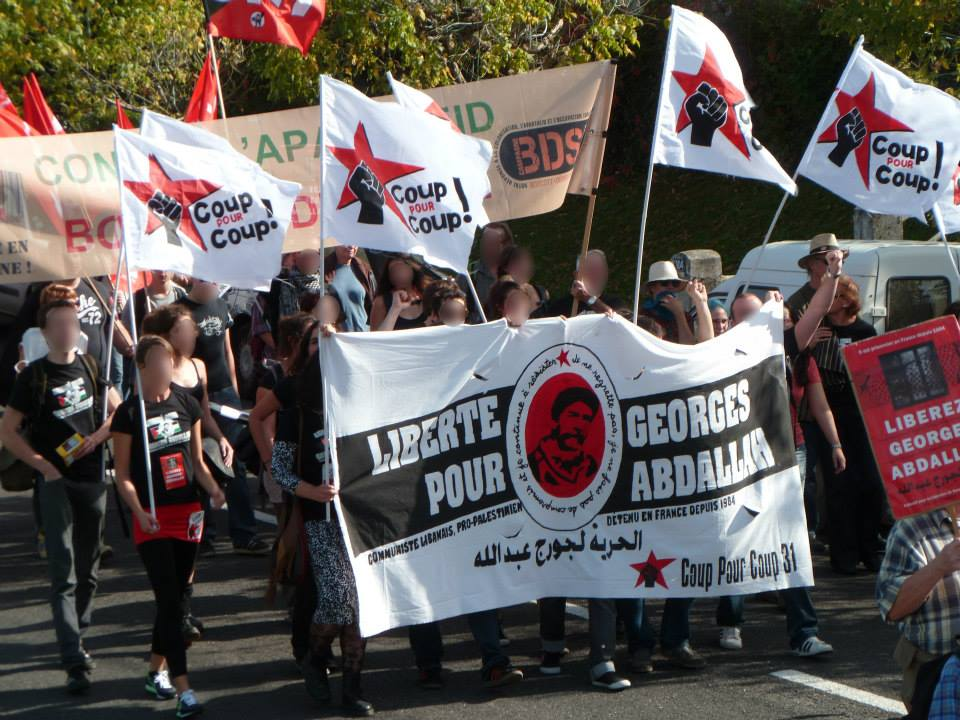
Manifestazione per la liberazione di Abdallah presso il carcere di Lannemezan, 2013

Secondo il diritto francese, ad Abdallah può essere concessa la libertà sin dal 1999, avendo scontato il minimo di pena. Tuttavia, tra il 2004 e il 2020 nove domande di liberazione condizionale sono state rifiutate dai tribunali francesi.
Il 21 novembre 2012, un tribunale si esprime in favore della liberazione di Abdallah. Nonostante la contrarietà dell'Ambasciata statunitense e della segretaria di stato Hillary Clinton, il 10 gennaio 2013 la domanda di liberazione viene confermata in appello a condizione che Abdallah sia oggetto di un provvedimento di espulsione dalla Francia. Il 14 gennaio, il ministro dell'interno Manuel Valls si rifuta di firmare il provvedimento.
Nel dicembre 2023, durante la crisi degli ostaggi per la guerra di Gaza, una delegazione del Partito Comunista Libanese chiede ad Hamas di inserire la questione del rilascio di Abdallah nei futuri accordi per lo scambio di prigionieri con Israele.
Il 15 novembre 2024 un tribunale francese si pronuncia in favore della liberazione di Abdallah, a patto che lasci il territorio francese e non vi faccia ritorno. La procura dello Stato ha presentato ricorso contro l'ordinanza. Il 17 luglio 2025 la Corte d'appello di Parigi ne ha ordinato il rilascio, seguito da un'immediata espulsione in Libano.
Il 26 novembre 2024 il tribunale di Trieste aveva dichiarato prescritto il reato di importazione di materiale esplosivo, che risaliva al 6 agosto 1984: si chiudeva così l'ultimo processo in Italia di Georges Ibrahim Abdallah. In quell'occasione l'attivista era stato difeso dagli Avv.ti Jennifer Schiff e Antonio Cattarini.